# Sten Rudberg (företagsledare)
Sten Rudberg, född 17 augusti 1887 i Stockholm, död 29 oktober 1959, var en svensk företagsledare. 
Rudberg blev underlöjtnant 1907 vid flottan, löjtnant 1909, över stat 1914 och kapten i reserven 1917. Han genomgick specialkurs vid Kungliga Tekniska högskolan i elektroteknik 1910–1912 och vid Kungliga Sjökrigshögskolan 1913. Han tjänstgjorde i marinförvaltningen, var gnistofficer i Stockholm 1913, direktörsassistent vid Nya AB Atlas 1915–1916, vid AB Atlas Diesel 1917–1918, vice verkställande direktör där 1919–1924, industriexpert i Stockholms Enskilda Bank 1925–1937 och direktör i AB Järnförädling i Hälleforsnäs 1937–1957. Han var styrelseledamot i bland annat Aug. Stenman AB.
Sten Rudberg var son till marinöverläkare Karl Rudberg och Ingeborg Wiechel. Han gifte sig 1912 med friherrinnan Greta Fock, dotter till civilingenjören Ivar Fock och Selma Tengvall. Makarna var föräldrar till industrimannen Hans Rudberg.